# CBS Playhouse
CBS Playhouse è una serie televisiva statunitense in 13 episodi trasmessi per la prima volta nel corso di 3 stagioni dal 1966 al 1970.
È una serie di tipo antologico prodotta e trasmessa dalla CBS in cui ogni episodio rappresenta una storia a sé. Gli episodi sono storie di genere drammatico. Tra gli interpreti: Jason Wingreen, Amanda Wingfield, Olly Winter, Peter Schermann, Ralph Bellamy, Rick Gates, Daniel Massey, Arthur Kennedy.

## Produzione
La serie fu prodotta da Columbia Broadcasting System. La musica dei titoli di apertura fu composta da Aaron Copland, nominato agli Emmy Award.

### Registi
Tra i registi sono accreditati:
- Paul Bogart in 5 episodi (1967-1970)
- George Schaefer in 2 episodi (1967-1968)

### Sceneggiatori
Tra gli sceneggiatori sono accreditati:
- Loring Mandel in 2 episodi (1967-1969)
- Robert J. Crean in 2 episodi (1968-1970)

## Distribuzione
La serie fu trasmessa negli Stati Uniti dall'8 dicembre 1966 al 10 febbraio 1970 sulla rete televisiva CBS.

## Episodi
| Stagione         | Episodi | Prima TV USA |
| ---------------- | ------- | ------------ |
| Prima stagione   | 6       | 1966-1968    |
| Seconda stagione | 4       | 1968-1969    |
| Terza stagione   | 3       | 1969-1970    |